# Золототисячник гарненький
Золототисячник гарний, золототисячник гарненький, центурія гарненька (Centaurium pulchellum (Swartz) Druce) — трав'яниста рослина роду золототисячник (Centaurium) родини тирличеві (Gentianaceae). Лікарська рослина.

## Будова
Багаторічна або однорічна трав'яниста рослина заввишки 10-20 см. Стебла прямі 5-15 см, гострочотиригранні, від основи розчепіренео-розгалужене, у верхній частині гіллясті. Листки супротивні, довгасті, ланцетні, еліптично-довгастої форми, загострені. Цвіте з середини літа до осені. Квітки чотири-, п'ятичленні, зібрані в багатоквіткових щиткоподібно-волотистих суцвіттях на різній висоті. Чашечка п'ятироздільна трубчаста, глибоко розрізана, 4 −6 мм завдовжки. Віночок рожевий завдовжки 12-15 мм, трубка його жовтувата, завдовжки близько 10 мм, з яскраво-рожевим відгином та овальними лопатями. Частки віночка овальні, тупі. Плід — коробочка завдовжки близько 10 мм.

## Ареал
Зустрічається на вологих луках, узліссях і галявинах по всій території України, крім гірських районів і полинового Степу. За межами України зустрічається в Східній та Центральній Європі, на Кавказі, по Західній Азії.

## Використання
Цінна лікарська рослина. Золототисячник гарний стимулює секрецію залоз травного тракту, підвищує жовчовиділення, посилює перистальтику кишок і скорочення м'язів матки, виявляє протизапальну, болетамувальну, глистогінну і слабку проносну дію. Стебла і трава містять 0,6—1% алкалоїдів (генціанін), гіркі глікозиди (еритаурин, еритроцентаурин), флавоноїди (апіїн, лютеолін, космозеїн, апігенін, скутеляреїн, рутин, астрагалін, кверцимеритрин, кемпферол, кверцетин, хризоеріол), тритерпеноїди (переважно олеанолова кислота), фітостерини та ефірну олію. Щойно зірвана трава містить аскорбінову кислоту й каротиноїди, що руйнуються під час сушіння.